# Deux-Rivières
Deux-Rivières es una comuna nueva francesa situada en el departamento de Yonne, de la región de Borgoña-Franco Condado.

## Historia
Fue creada el 1 de enero de 2017, en aplicación de una resolución del prefecto de Yonne de 26 de abril de 2016 con la unión de las comunas de Accolay y Cravant, pasando a estar el ayuntamiento en la antigua comuna de Cravant.

## Demografía
| Gráfica de evolución demográfica de Deux-Rivières entre 1800 y 2013 |
|                                                                     |

Los datos entre 1800 y 2013 son el resultado de sumar los parciales de las dos comunas que forman la nueva comuna de Deux-Rivières, cuyos datos se han cogido de 1800 a 1999, para las comunas de Accolay y Cravant de la página francesa EHESS/Cassini. Los demás datos se han cogido de la página del INSEE.

## Composición
| Comuna delegada | Código INSEE | Población (2013) | Superficie (km²) | Densidad (hab./km²) |
| --------------- | ------------ | ---------------- | ---------------- | ------------------- |
| Accolay         | 89001        | 409              | 9.27             | 44                  |
| Cravant         | 89130        | 850              | 22.54            | 38                  |